# Huawei Pシリーズ
Huawei Pシリーズ (旧 Ascend Pシリーズ) は、ファーウェイが製造するハイエンドおよびミドルレンジの HarmonyOS搭載スマートフォン。
Pシリーズは、以前は HuaweiのAscend ブランドの一部として販売されていた。 米国による貿易制裁以前はAndroidを使用していた。
Pシリーズのスマートフォンは通常、同社の主力スマートフォンとしてなっており、Mateシリーズの端末で導入された技術を向上させて搭載している。

## スマートフォン一覧

### Ascend P1
Ascend P20 lite という名前で、2012年7月 19 日にカナダで発売された。

### Ascend P6
2013年3月に発表され、2013年6月にリリースされた。5 Mpx カメラを搭載した最初のスマートフォン。

### Ascend P7
Huawei Ascend P7 は、2014年5月7日に発表され、2014年6月7日に発売された、Ascendの名を冠した最後のスマートフォン。

### P8 lite, P8 and P8 Ma
Huawei P8 は 2015 年 4 月に発売された。ライトペインティング機能を搭載している。 

### P9 Lite / P9 / P9 Plus
Huawei P9およびP9 Plusは、初のLeica監修デュアルカメラを搭載したHuaweiのスマートフォンであり、P9 liteは、シングルメインカメラを備えたPシリーズ最後の端末。 2016年4月6日にバタシーパークで発表された。

### P10 lite / P10 / P10 Plus
Huawei P10およびP10 Plusは、2017年2月26日にスペインのバルセロナで開催されたMobile World Congress 2017で発表された。 2,000万画素のモノクロセンサーと1,200万画素のRGBセンサーを搭載しており、カメラの配置はP9と同じとなっている。 Pantone Color Institute と提携し、Pantone Greenery と名付けられた 2017 年のカラー オブ ザ イヤーを P10 に実装し、さらに 7 つのカラーバリエーションを追加した。

### P20 lite / P20 / P20 Pro
Huawei P20 および P20 Proは、2018 年 3 月 27 日にパリで開催されたイベントで発表された。どちらも DXOMark で高い評価を受けており、P20 は 102 、P20 Pro は 109 でした。 どちらも指紋センサー用のホームボタンを残しながら短いノッチを備えている。 プロバージョンには、40 MP RGB センサー、5 倍ハイブリッド ズーム、19 のシーンを検出できる AI シーンおよびオブジェクト認識センサーを備えたライカトリプルカメラセットアップを搭載。
ファーウェイ P20 および P20 Pro は全世界で 1,000 万台以上販売された。

### P30 lite / P30 lite 2020 / P30 / P30 Pro
P30とP30 Proは、2019年3月26日にパリで行われたメディアイベント中に発表され、光に非常に敏感なメインRYYBサブピクセルアレイ（緑の画素を黄色に置き換えたもの）を備えており、非常に暗い照明条件でも写真を撮影できるようになっている。 P30 Proには、光を反射する三角プリズム（携帯電話の中心付近に90度オフセットしたレンズとカメラセンサーを備えたペリスコープテクノロジーを使用）を利用した望遠カメラも搭載されており、光学5倍、ハイブリッド10倍、デジタル50倍のズームに対応。

### P40 lite / P40 lite 5G / P40 lite E / P40 / P40 Pro/ P40 Pro+
P40、P40 Pro、および P40 Pro+ は、2020 年 3 月 26 日にパリで発表されました。一部の P40 モデルには、ライカ光学系を備えた新しい 50 MP「ウルトラ ビジョン」ワイド センサーが搭載されています。 P40 Pro および P40 Pro+ は、90 Hz ディスプレイと赤外線顔によるロック解除を備えた最初の P シリーズ携帯電話です。 このソフトウェアは、HDR+ 写真を連写して自動的にベスト ショットを選択する新しいゴールデンスナップ機能によって改良されています。 P40 Pro+ には 3 倍と 10 倍の光学ズームの 2 つの望遠レンズがあり、後者は潜望鏡レンズを搭載。 これらのモデルには Googleモバイルサービスがインストールされていない。

### P50 / P50 Pro / P50E / P50 Pocket
P50とP50 Proは、2021年7月30日に発売された。HarmonyOSを搭載した初のフラッグシップスマートフォン。チップは、QualcommのSnapdragon 888(4G)またはHUAWEI P50 Pro のモデルではKirin 9000から選択できる。 2022年3月17日には、Snapdragon 888の代わりにQualcomm Snapdragon 778Gを搭載したHUAWEI P50Eを発売。これはライカのレンズを搭載した最後のファーウェイ製スマートフォンとなる。

### P60 / P60 Pro / P60 Art
2023年3月23日に中国で発売され、ヨーロッパでは、Huawei P60 Proが2023年5月9日に発売された。 報道によると、Huawei P60は「技術禁輸措置」のため、米国とオーストラリアでは販売されない予定。 中国では、P60 は発売時にオペレーティング システム HarmonyOS 3.1 を搭載して出荷されました。 ヨーロッパでは、発売時のOSは Android ベースの EMUI 13.1となっていたが、2023 年8月以降、すべてのP60スマートフォンが HarmonyOS 4 に対応した。